# Chelone (mitologia)
Chelone (gr. Χελώνη Chelṓnē, łac. Chelone ‘żółw’) –  w mitologii greckiej nimfa z Arkadii. Występuje w micie o żółwiu: odmówiła udziału w uroczystości ślubnej Zeusa i Hery, za co została zamieniona w żółwia, a w wyniku tego skazana na wieczne milczenie. Chelone po grecku oznacza „żółwia”, który był w antycznych czasach symbolem milczenia.